# Sergio Bellotti
 Sergio Bellotti   (Buenos Aires, Argentina, 1958 - 20 de octubre de 2012) fue un guionista y director de cine argentino que también se desempeñó en la televisión de su país.

## Carrera profesional
Fue uno de los productores de la puesta del álbum Llegando los monos, de Sumo, en el estadio Obras Sanitarias y volvió a relacionarse con la música como productor ejecutivo de 1000 boomerangs   (1995) dirigido por Mariano Galperín y, más adelante, en la dirección del documental titulado 100 pájaros (2009), dedicado a la primera gira argentina del grupo de rock Los Rodríguez liderado por Andrés Calamaro.
Otros documentales que dirigió fueron El cumpleaños de la Mama Carabajal  (2002) referido al festejo de los 101 años de la madre y abuela de los músicos santiagueños Los Carabajal; Las memorias del señor Alzheimer  (2004) que tiene como protagonista al escritor Jorge Di Paola,  como protagonista) y Buenos Aires, la línea invisible  (2010) cuyo tema es la cultura negra en la ciudad del título. 
En cine trabajó como intérprete en Contragolpe (1979) dirigido por Alejandro Doria, como director de producción en Sotto voce (1996) de Mario Levín y jefe de producción en La vida según Muriel (1997) de Eduardo Milewicz.
Tres largometrajes de ficción dirigidos por Bellotti según  guion de Daniel Guebel y con la participación del actor Luis Ziembrowski recibieron no pocos elogios y reconocimientos en su país y en festivales extranjeros: Tesoro mío (1999) inspirado en el caso del subtesorero bancario Mario Fendrich que realizó un robo millonario al Banco donde trabajaba, Sudeste (2002), adaptación de un relato de Haroldo Conti que fue rodada en el Delta del Río Paraná y La vida por Perón (2004) ambientada en la década de 1970 en Argentina.
Bellotti también trabajó en el cine publicitario y en televisión, medio en el que se recuerda su participación como productor ejecutivo de la exitosa serie televisiva Poliladron (1994) y de la telenovela Bajamar (1996) así como de director de ESMA: una institución argentina   (2006), producción esta última en la que resumió en 5 horas material de 150 horas de filmación.  
Ya seriamente enfermo dirigió Oficios nocturnos, una serie para televisión para la que recorrió Buenos Aires en busca de personajes característicos de su vida nocturna.
Bellotti falleció el 20 de octubre de 2012 a los 54 años por problemas hepáticos cuando hacía dos semanas que estaba internado a la espera de un trasplante de hígado.

## Filmografía
Director
- Buenos Aires, la línea invisible  (2010)
- 100 pájaros  (2009)
- Las memorias del señor Alzheimer  (2004)
- La vida por Perón  (2004)
- Sudeste  (2002)
- El cumpleaños de la Mama Carabajal  (2002)
- Tesoro mío  (1999)

Actor
- Contragolpe  (1979)

Guionista
- La vida por Perón  (2004)
- Sudeste  (2002)

Productor ejecutivo
- 1000 boomerangs   (1995)

Dirección de producción
- Sotto voce  (1996)

Jefe de Producción
- La vida según Muriel  (1997)

## Televisión
Director
- Dos hermanos  (2007) telefilm
- ESMA: una institución argentina   (2006)  miniserie[1]
- Quinto mandamiento (2004)  miniserie

Productor
- Poliladron (1994) Serie

Guionista
- Quinto mandamiento (2004) miniserie